# 班田収授法
班田収授法（はんでんしゅうじゅほう、はんでんしゅうじゅのほう）とは、日本の律令制において施行された国家の農地（班田）の耕作権の支給・収容に関する法体系を指す。
この制度を班田収授制または班田制という。律令制の根幹制度の一つであり、田令で規定され、飛鳥時代後期から平安時代前期にかけて行われた。唐の均田制を参考にして作られた。
班田は輸租田 の扱いであり、班給を受け耕作する者は収穫物の中から田租 を税として国へ収納し、残りは自らの食料とした。

## 概要
戸籍・計帳に基づいて、国家から受田資格を得た貴族や人民へ田が班給され、死亡者の田は国家へ収公された。

### 均田制（唐）
唐の均田制では3年ごとに実施される戸口所属認定と土地認定機能を持つ造籍と土地分配機能を持つ収授が分離され、収授が毎年の計帳作成と同時に実施されている。また、唐では戸口（成員）と田地が一体化した経営体である「戸」が社会に存在している状況を前提として、実際の均田は戸単位の田地の調整によって実施されていた。更に収授の手続・実務は現地の県令が行い、州単位で余剰の田地が発生した場合のみ、中央（尚書省）に報告して判断を仰いだ。
唐の均田制が定めた男丁100畝（2万4千歩）は聖人の世で行われたとされる井田法の理念に基づく田の支給量（つまり最初から実現困難な配分）であった一種の「フィクション」を含んでいた。

#### 班田制（日本）との比較
班田制は、当時の中国で行われていた均田制の影響のもとに施行されたと考えられているが、均田制と班田制とではその仕組みに大きな違いがあるとする指摘もある。
日本の班田制では戸口所属認定を持つ造籍と土地認定機能・土地分配機能を持つ班田が6年ごとに実施される1つの事業（戸籍に基づいて班田が実施）になっており、土地を分配する収授が班田手続の1つとなっている。また、「戸」も造籍と班田の結果として形成される組織であった。そして何よりも班田の実施には中央（太政官）への申請と校田帳・授口帳の提出と民部省による両帳の勘会を経て、班田実施を命じた太政官符（班符）の発給を必要とするなど、中央による統制が強く働いた制度であった。
日本の班田制における良民男子は2段（720歩）はより現実的なものを目指したものとの指摘もある。

## 班田収授の発足
日本書紀によれば、646年正月の改新の詔において「初めて戸籍・計帳・班田収授法をつくれ」とあり、これが班田収授法の初見である。
しかし学説的には675年（天武天皇4年）以降、実際は浄御原令（689年施行）において制定されたという見解が有力である。この法が実施されるためには公地公民制が確立していなければならず、その公地公民制は675年の部曲（かきべ、一種の私有民）の廃止によって初めて実現したと考えられるためである。

## 律令下での班田収授
班田収授法の本格的な成立は、701年の大宝律令制定による。その手続きは次のとおりだった（現存する養老律令より）。
原則
班田収授は6年に1度行った。これを六年一班という。その手続きは、戸籍を6年に1度作成し、新たに受田資格を得た者に対して田を班給し、死亡者の田を収公した。
手続き
戸籍作成の翌年から班田収授の手続きが開始する。戸籍作成翌年の10月1日から11月1日までの間に、京又は国府の官司が帳簿を作成し、前回との異動状況を校勘する。そして、翌1月30日までに太政官へ申請し、2月30日までに許可され、班田収授が実施された。
対象
律令（田令）において、口分田・位田・職田・功田・賜田が班田収授の対象とされ、例外は寺田・神田のみとされた。
班給面積
- 口分田（1段＝360歩）
  - 良民男子 - 2段、良民女子 - 1段120歩（男子の2/3）
  - 官戸・公奴婢 - 良民男女に同じ（男子:2段、女子:1段120歩）
  - 家人・私奴婢 - 良民男女の1/3（男子:240歩、女子:160歩）
- 位田（1町＝10段）
  - 正一位 - 80町、従一位 - 74町、正二位 - 60町、従二位 - 54町、正三位 - 40町、従三位 - 34町
  - 正四位 - 24町、従四位 - 20町、正五位 - 12町、従五位 - 8町
- 職田
  - 太政大臣 - 40町、左右大臣 - 30町、大納言 - 20町
  - 大宰帥 - 10町、大宰大弐 - 6町、大宰少弍 - 4町、以下大監から史生まで2町～1町を支給
  - 大国守 - 2町6段、中国守・大国介 - 2町2段、中国守・上国介 - 2町
下国守・大上国掾 - 1町6段、中国掾・大上国目 - 1町2段、中下国目・史生 - 1町
  - 郡司大領 - 6町、少領 - 4町、主政・主帳 - 2町
- 功田・賜田
  - 功田・賜田は支給面積の基準はなかった。

## 衰退と終焉
班田収授は、奈良時代最末期になると、浮浪・逃亡する百姓の増加や、そうした百姓を初期荘園が受け入れたことを背景として、次第に弛緩し始めた。そのため、桓武天皇は6年1班を12年1班に改め、班田収授の維持を図った。しかし、田地の不足、班田手続きの煩雑さ、偽籍の増加等により、平安時代初期には班田収授が実施されなくなった。902年（延喜2年）、醍醐天皇により班田が行われたが、実質的にこれが最後の班田となった。
班田収授は唐の均田制を参考にしたものであるが、その手本となった唐が780年に両税法を施行し既に均田制が崩壊しており、このような制度を当時の日本が導入する事自体に無理があったと言える。そもそも、均田制や租庸調は粟を主食・徴税対象としていた華北・中原（旧北朝地域）の支配に則した制度であり、稲を主食・徴税対象としていた華中・華南（旧南朝地域）では完全に実施されていなかった可能性もあり、日本の班田収授法は牛が耕作に広く導入されていた華中・華南の水田耕作規模と比較しても過大であったとする指摘もある。また、班田収授法に基づいて班給・収公される「公地」が、本当に実態として存在したのかにも疑問が呈されている（公地公民制を参照の事）。
班田収授が行われなくなって以降、それ以前に班給された「公地」は、実質上農民の私有地となっていった。そして最終的には国衙領として、国司の領地のごとき存在となっていく（荘園公領制）。